# Johanne Saunier
Johanne Saunier (1967) is een Belgische danseres en choreografe.

## Samenwerking met Anne Teresa De Keersmaeker / Rosas
Johanne Saunier was tussen 1986 en 1998 betrokken bij de creatie van een uitgebreide reeks creaties van de Belgische choreografe Anne Teresa De Keersmaeker en haar gezelschap Rosas. Ze danste ook in die producties, en in de heropvoeringen van een aantal andere Rosas-producties.

## Eigen werk met JOJI INC
In 1998 creëerde ze samen met Jim Clayburgh, een licht- en decorontwerper en medestichter van het Amerikaanse theatergezelschap The Wooster Group, de productiestructuur JOJI INC. Hun samenwerking resulteerde in een uitgebreide producties. In 2000 ontving ze de Prix d'Auteur van de Conseil général de Seine-Saint Denis (Bagnolet) voor haar voorstelling Final Scene. Een van de meest bekende producties van JOJI INCI is Erase-E(X) (2004). Die productie bestaat uit een suite van zes delen die ze creëerde in interactie met andere kunstenaars zoals Anne Teresa De Keersmaker, regisseuse Isabella Soupart, The Wooster Group, videast Kurt D’Haeseleer en componist Georges Aperghis. Erase-E(X) werd door het Franse magazine Les Inrockuptibles uitgeroepen tot een van de vijf beste voorstellingen van het jaar 2006. Musée en chantier (2010) is gebaseerd op Les Récitations van Georges Aperghis, met wie ze ook aan andere producties werkte.

## Ballets Confidentiels
Haar meest recente werk voor JOJI INC is Ballets Confidentiels, een reeks choreografische concerten met Ine Claes die ze, met live of opgenomen muziek, spelen op ongebruikelijke plaatsen zoals een galerie, woonkamer, park, tuin of kerk. De afwezigheid van een formele podiumruimte en de bescheiden technische vereisten zijn een praktisch antwoord op de nieuwe financiële situatie, en bieden zowel de danseressen als het publiek een ongewone vrijheid om elkaar te ontmoeten. Het repertoire van Ballets Confidentiels bestaat ondertussen uit vijftien stukken, die in lengte variëren van vijf minuten tot een uur: The Longest Cadence, Flamenco! Visions, Visions of Musicals, Breathing, Visions of India, Visions of Miles, The Party Piece, La Chute, Two women and a drummer, Visions of Aperghis, Saturated Visions/In Vivo, Broosistan, Framed, I'm happy to separate my legs en Beats. In de lente van 2017 is Ballets Confidentiels onder de noemer Op zoek naar Akarova, een verwijzing naar Belgische avant-garde danseres en kunstenares Akarova,  iedere zondag met een ander stuk te gast op een andere locatie in Brussel.

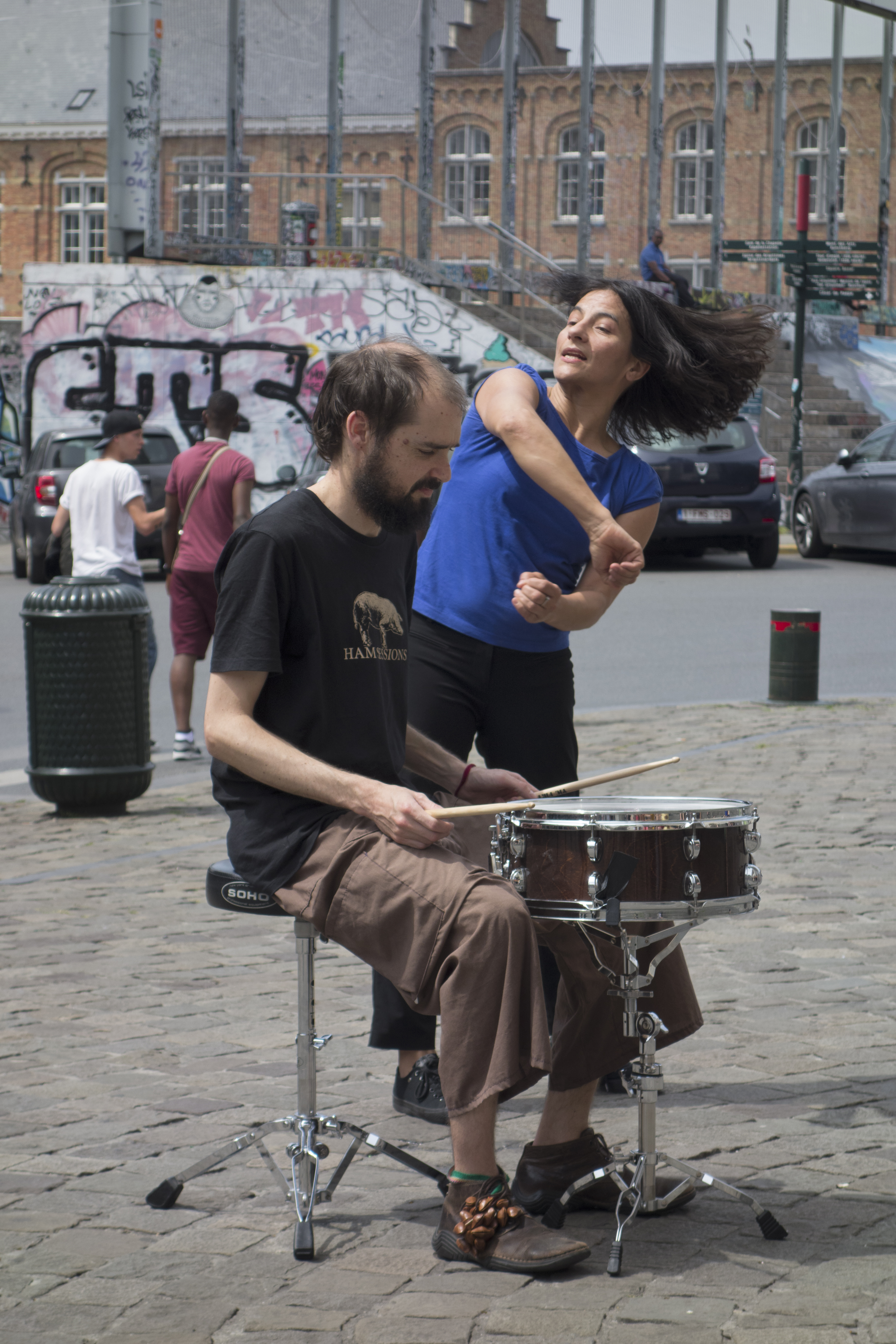
Opvoering van 'Two Women and a Drummer' in het kader van het project 'Op zoek naar Akarova' op de Kapellemarkt / Place de la Chapelle, Brussel / Bruxelles. Choreografen: Johanne Saunier, Ine Claes. Drums: Joâo Lobo. Performers: Joâo Lobo (links), Johanne Saunier (rechts).

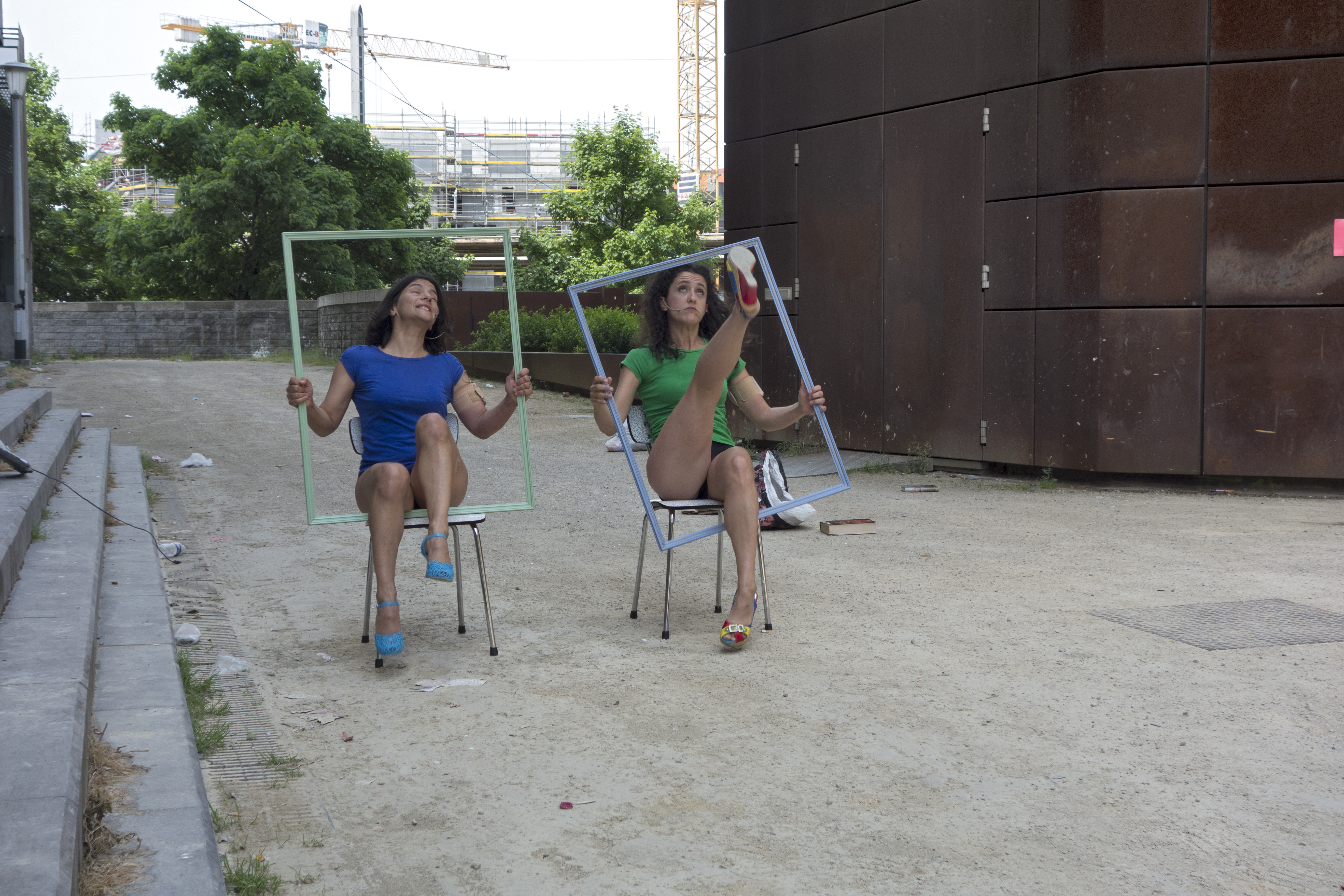
Opvoering van 'I'm Happy to Separate my Legs' in het kader van het project 'Op zoek naar Akarova'. Choreografen: Johanne Saunier, Ine Claes. Tekst: Martin Crimp. Performers: Johanne Saunier (links), Ine Claes (rechts).

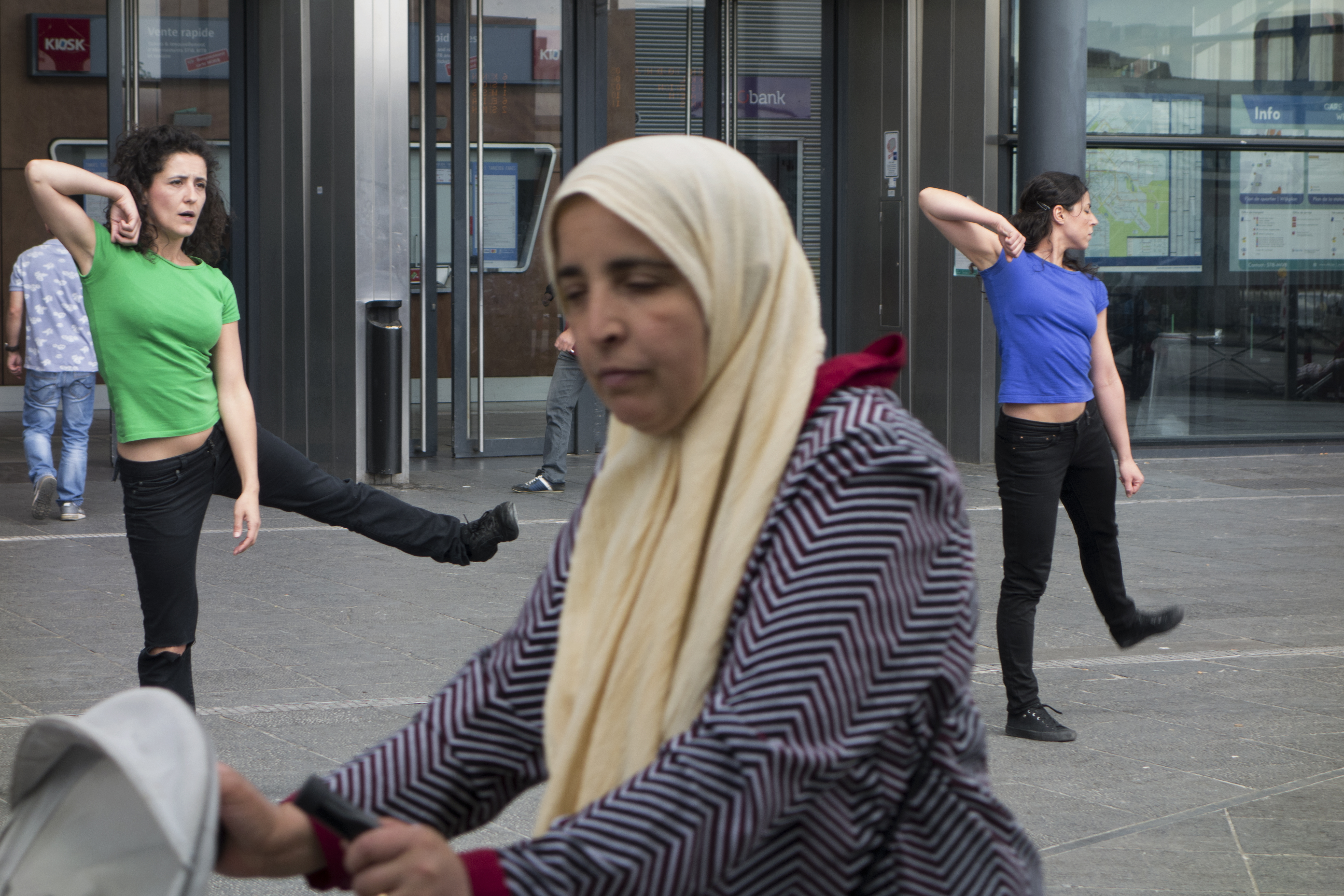
Opvoering van 'Visions of Miles' in het kader van het project 'Op zoek naar Akarova' aan het Weststation / Gare de l'Ouest, Sint-Jans-Molenbeek / Molenbeek-Saint-Jean. Choreografen: Johanne Saunier, Ine Claes. Muziek: Miles Davis. Performers: Ine Claes (links), Guida Inês Maurício (rechts).

## Samenwerking met andere podiumkunstenaars
Daarnaast heeft Johanne Saunier ook uitgebreid als choreografe, danseres of actrice meegewerkt aan producties van andere kunstenaars. In de jaren ‘90 danste ze in producties van Jan Ritsema, Michèle Anne De Mey en Fatou Traoré. Nadien werkte ze ook regelmatig mee aan opera- en muziektheaterproducties. Met de regisseur Jean-François Sivadier werkte ze aan meerdere klassieke operaproducties. Met zowel componist Philippe Boesmans en regisseur Luc Bondy als componist Walter Hus en regisseur Guy Cassiers werkte ze aan hedendaagse operaproducties. In 2016 assisteerde ze Anne Teresa De Keersmaeker bij de creatie van de opera Cosi Fan Tutte.

## Interesse in film, video en nieuwe media
Naast muziek vormen film, video en nieuwe media een belangrijk aspect in Johanne Sauniers werk. Voor verschillende van de choreografische producties van JOJI INC werkte ze samen met film- en videomakers zoals Kurt D’Haeseleer, Michel de Wouters en Scindya de Barros. Van de producties SWOT en It’s like… werden ook zelfstandige  audiovisuele werken (en installaties) gemaakt. Ze werkte mee aan 21 Études à danser van componist / filmmaker Thierry De Mey (1999), en met Anne Teresa De Keersmaeker / Rosas aan Ottone / Ottone (deel I en II) (Walter Verdin, 1991), Mozartmateriaal (Jurgen Persijn en Ana Torfs, 1993) en Achterland (Anne Teresa De Keersmaeker en Herman Van Eyken, 1994). In IM-agined (2007) verkende ze, in samenwerking met kostuumontwerpster Anke Loh, de Lumalive-technologie die werd ontwikkeld door Philips door ze te integreren in de kostuums van de dansers.

## Docentschap en residentie
Van 2010 tot 2012 was Johanne Saunier artist-in-residence bij het Brusselse Théâtre Les Tanneurs. Als docent was ze verbonden aan de dansschool P.A.R.T.S., opgericht door Anne Teresa De Keersmaker, en aan ARTS2 - École supérieure des Arts de la Fédération Wallonie-Bruxelles in Mons.

## Producties
Eigen werk:
- Petites Pièces pour Voix et Geste (Johanne Saunier, 1998)
- Sans la Voix des Maîtres (Johanne Saunier en Jim Clayburgh, 1998)
- Chorée – Salto (Johanne Saunier en Jim Clayburgh, 1999)
- Final Scene (Johanne Saunier en Jim Clayburgh, 2000)
- Landscape with 4 figures (Johanne Saunier en Jim Clayburgh, 2001)
- It's like... [performance] (Johanne Saunier en Jim Clayburgh, 2002)
- Respu'reshun (Johanne Saunier, 2003)
- You Are Here / SWOT [performance] (Johanne Saunier en Jim Clayburgh, 2004)
- Erase-e(x) parts 1,2,3,4,5,6 (Johanne Saunier en Jim Clayburgh, 2004-2008)
- Urban bubbles (Johanne Saunier en Jim Clayburgh, 2006)
- Im-agined (Johanne Saunier en Jim Clayburgh, 2007)
- Walking on rocks (Johanne Saunier en Jim Clayburgh, 2008)
- Lolita (Johanne Saunier, Joshua Fineberg en Jim Clayburgh, 2008)
- Line of Oblivion (Johanne Saunier en Jim Clayburgh, 2010)
- Musée en chantier (Johanne Saunier, 2011)
- Modern Dance (Johanne Saunier, 2012)
- Ballets Confidentiels (Johanne Saunier en Ine Claes, 2012)

Met Anne Teresa De Keersmaeker / Rosas:
- Bartók / Aantekeningen (Anne Teresa De Keersmaeker / Rosas, 1986)
- Bartók / Mikrokosmos (Anne Teresa De Keersmaeker / Rosas, 1987)
- Ottone Ottone (Anne Teresa De Keersmaeker / Rosas, 1988)
- Stella (Anne Teresa De Keersmaeker / Rosas, 1990)
- Achterland (Anne Teresa De Keersmaeker / Rosas, 1990)
- Mozart / Concert Arias. Un moto di gioia. (Anne Teresa De Keersmaeker / Rosas, 1992)
- Toccata (Anne Teresa De Keersmaeker / Rosas, 1993)
- Amor constante, más allá de la muerte (Anne Teresa De Keersmaeker / Rosas, 1994)
- Duke Bluebeard’s castle (Anne Teresa De Keersmaeker / Rosas, 1998)
- Repertory Evening (Anne Teresa De Keersmaeker / Rosas, 2002)
- D'un soir un jour (Anne Teresa De Keersmaeker / Rosas, 2006)

Met Michèle Anne De Mey:
- Maternité (Michèle Anne De Mey, 1996)
- Kataménia (Michèle Anne De Mey, 1997)

Met Georges Aperghis:
- Machinations - Spectacle musical pour quatre femmes et un ordinateur (Georges Aperghis, 2000)[6]
- Luna Park (Georges Aperghis, 2000)[7]
- Paysage sous surveillance (Georges Aperghis, 2002)[8]
- Avis de tempête (Georges Aperghis en Peter Szendy, 2004)[9]

Met Jean-François-Sivadier:
- Carmen (Jean-François Sivadier, 2011)
- La Traviata (Jean-François Sivadier, 2011)
- l'Incoronazione di Poppea (Jean-François Sivadier, 2012)[10]
- Talents Adami Paroles d’acteurs / Portrait de «famille» d’après Sophocle, Eschyle, Euripide, Sénèque, Shakespeare… (Jean-François Sivadier, 2015)[11]
- Don Giovanni (Jean-François Sivadier, 2017)[12]

Met anderen:
- Kopnaad (Jan Ritsema, 1995)
- Passages (Kris Defoort en Fatou Traoré, 1998)[13]
- Wintermärchen (Philippe Boesmans en Luc Bondy, 1999)
- Le Conte d’hiver (Philippe Boesmans en Luc Bondy, 2000)
- Scary Faces (Claudio Bernardo, 2004)[14]
- BloetWollefDuivel (Walter Hus en Guy Cassiers, 2002)[15][16][17]
- Nachtschade / Nightshade / Belladonne (Dirk Pauwels/Victoria, 2006)[18]
- Sequenza III (Luciano Berio, 2009)[19]
- Lear, A King (François Sarhan en le Quatuor Diotima, 2010)[20]
- Die Enzyklopädie des Professor Glaçon (Francois Sarhan, 2011)[21]
- l'Homme de la Mancha (David Miller en Sybille Wilson, 2012)[22]
- SHE’s ME (VocaalLab, 2013)[23]
- La Virevolte (Isabelle Jonniaux, 2013)[24]
- Homo Instrumentalis (Silbersee, 2017)[25]

## Filmografie
- Ottone / Ottone (deel I en II) (Walter Verdin, 1991)[26]
- Mozartmateriaal (Jurgen Persijn en Ana Torfs, 1993)[26]
- Achterland (Anne Teresa De Keersmaeker en Herman Van Eyken, 1994)[26]
- 21 études à danser (Thierry De Mey, 1999)[27]
- It's like... [film] (Johanne Saunier, Jim Clayburgh en Michel De Wouters, 2002)[4]
- It's like... [installation] (Johanne Saunier, Jim Clayburgh en Michel De Wouters, 2004)[4]
- SWOT [film] (Johanne Saunier en Scindya de Barros, 2004)[4]

- Bibliothèque nationale de France: cb146991482 (data)
- International Standard Name Identifier: 0000 0001 3359 9177
- Virtual International Authority File: 316030075